# Conrad d'Utrecht

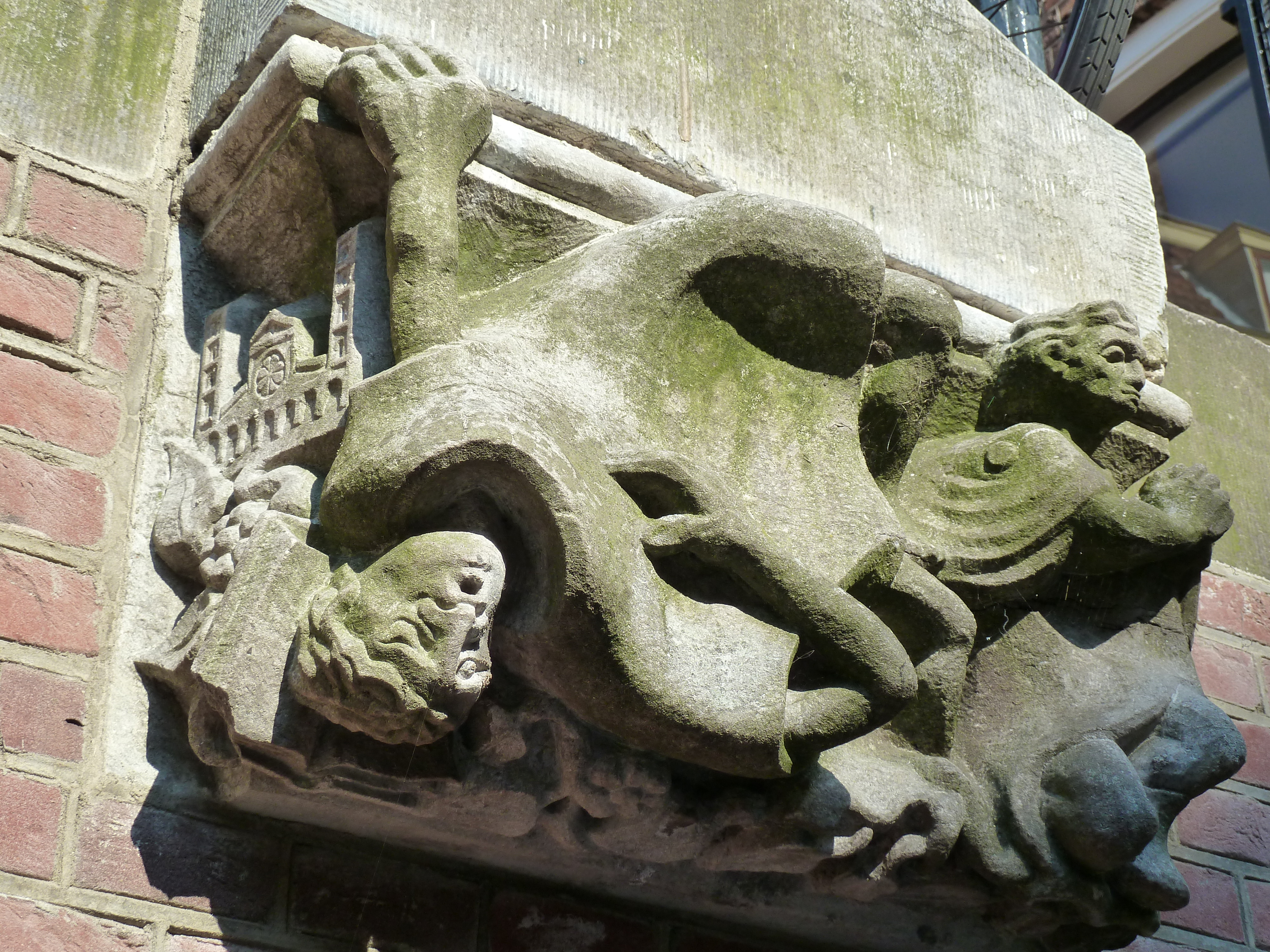
Representació de l'assassinat del bisbe Conrad

Conrad d'Utrecht (? - Utrecht - 14 d'abril de 1099) va ser bisbe d'Utrecht entre 1076 i 1099.

## Història
Abans de convertir-se en bisbe va ser camarlenc de l'arquebisbe Anno II de Colònia i, per un temps, el tutor del príncep Enric, el futur emperador Enric IV del Sacre Imperi Romanogermànic. [1] Quan l'excomunicat bisbe Guillem I d'Utrecht va morir el 1076, l'emperador va donar la seu episcopal d'Utrecht a Conrad, qui, a l'igual del seu predecessor, es va posar de part d'Enric IV en els seus conflictes de lluita de les investidures amb el papa Gregori VII, i al sínode de Brixen l'any 1080 fins i tot va condemnar al papa com un heretge.
El cronista contemporani, Lambert d'Hersfeld, nomena a Conrad un «bisbe cismàtic, indigne de la celebració d'una seu episcopal». En una batalla amb Robert I de Flandes, Conrad va ser derrotat, després capturat i obligat a cedir part de West Frísia a Robert. Aquesta pèrdua territorial del bisbe es va veure compensada per l'emperador, qui, en 1077, li va donar el districte de Stavoren, i el 1086 va afegir els altres dos districtes de Frísia, Oostergo i Westergo.
Va ser el fundador i arquitecte de l'església-col·legiata de Nôtre-Dame a Utrecht. Va ser assassinat, poc després d'acabar la santa missa, pel seu arquitecte frisó a qui havia donat l'acomiadat, i que, en opinió d'alguns, va ser instigat per un home noble, els dominis del qual Conrad va celebrar injustament.
Es creu que va ser qui va escriure el discurs Pro Imperatore contra Papam, i el van lliurar al Sínode de Gerstungen el 1085. Es documenta per Johannes Aventinus (m. 1534) a la seva Vita Henrici IV i per Melchior Goldast (m. 1635) en el seu Pro Henrico IV imperatore. Karl Josef von Hefele [2] va expressar la seva opinió que el discurs està falsament atribuït a Conrad d'Utrecht, i que el mateix Aventinus és l'autor.
Va ser assassinat a Utrecht per un frisó el 14 d'abril de 1099.